# 龙会乡
龙会乡，是中华人民共和国四川省达州市达川区下辖的一个乡镇级行政单位。

## 行政区划
龙会乡下辖以下地区：
街道社区、周家坪村、花石盘村、旗杆坝村、谢家坝村、览槽沟村、青龙咀村、张家山村、沿溪口村、大地坡村和熊家沟村。